# British Academy Film Awards 1995

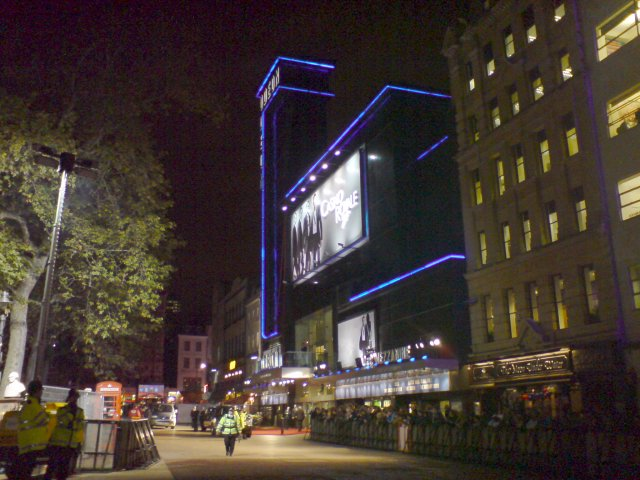
Odeon Leicester Square, der Veranstaltungsort

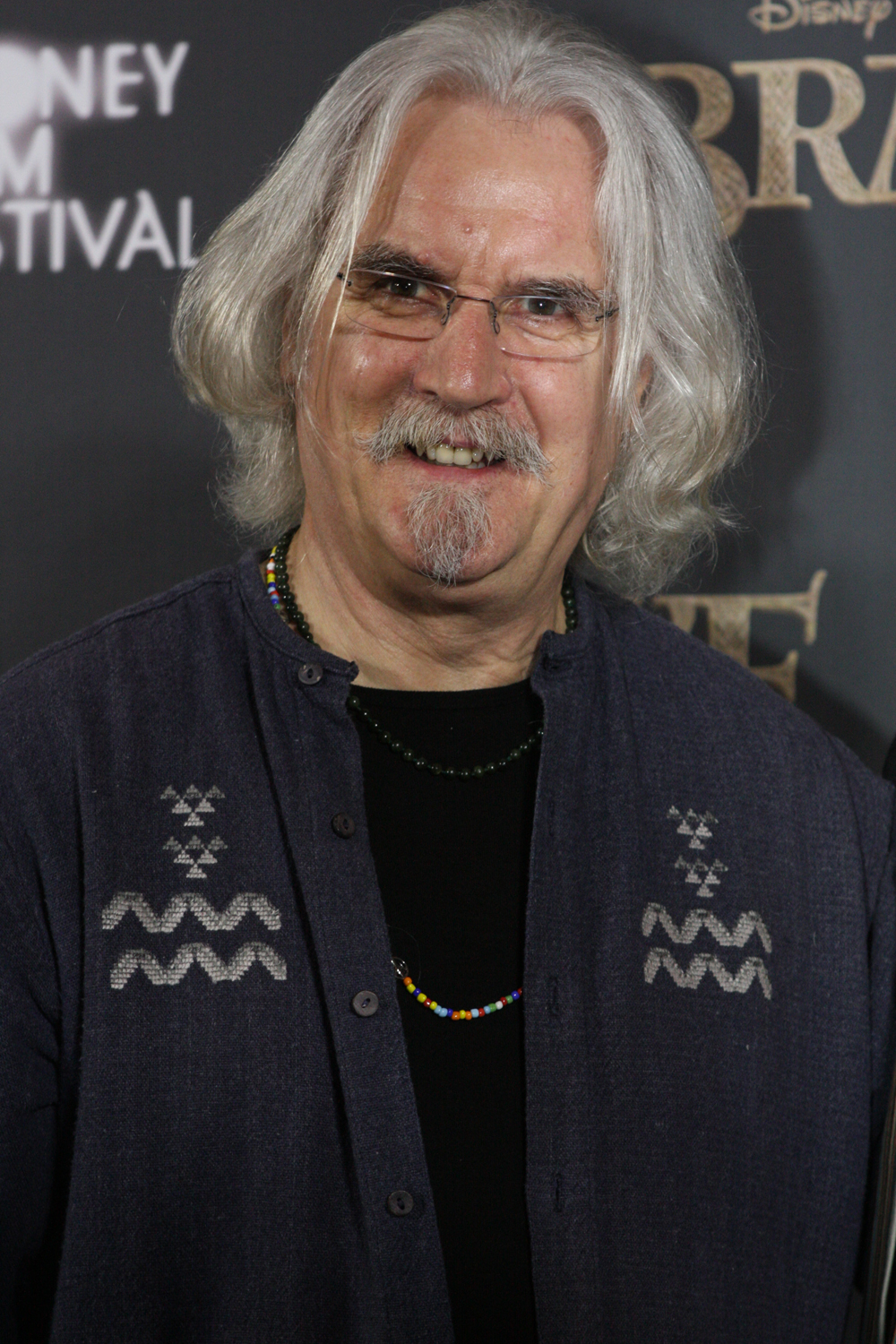
Comedian Billy Connolly, Gastgeber des Abends

Die 48. Verleihung der British Academy Film Awards fand am 21. April 1995 statt. Die Filmpreise der British Academy of Film and Television Arts (BAFTA) wurden in 20 Kategorien verliehen, hinzu kamen vier Spezial- bzw. Ehrenpreis-Kategorien. Die Verleihung zeichnete Filme des Jahres 1994 aus. Veranstaltungsort war das Odeon Leicester Square in London, Gastgeber des Abends war der britische Moderator und Comedian Billy Connolly.

## Preisträger und Nominierungen
| Film                              | N  | A |
| --------------------------------- | -- | - |
| Vier Hochzeiten und ein Todesfall | 11 | 4 |
| Pulp Fiction                      | 9  | 2 |
| Forrest Gump                      | 8  | 1 |
| Priscilla – Königin der Wüste     | 7  | 2 |
| Drei Farben: Rot                  | 4  | 0 |
| Interview mit einem Vampir        | 4  | 2 |
| Backbeat                          | 3  | 1 |
| Die Maske                         | 3  | 0 |
| Quiz Show                         | 3  | 1 |
| Speed                             | 3  | 2 |
| Der König der Löwen               | 2  | 0 |

Mit elf Nominierungen galt Mike Newells Vier Hochzeiten und ein Todesfall im Vorfeld der Veranstaltung als großer Favorit. Er gewann schließlich mit vier BAFTAs die meisten Preise des Abends. Keiner der weiteren Filme konnte mehr als zwei Preise gewinnen; einer der Verlierer wurde Forrest Gump, der bei acht Nominierungen nur einen Preis in einer Nebenkategorie erhielt.

### Bester Film
Vier Hochzeiten und ein Todesfall (Four Weddings and a Funeral) – Duncan Kenworthy, Mike Newell
Forrest Gump – Wendy Finerman, Steve Tisch, Steve Starkey, Robert Zemeckis
Pulp Fiction – Lawrence Bender, Quentin Tarantino
Quiz Show – Michael Jacobs, Julian Krainin, Michael Nozik, Robert Redford

### Bester britischer Film
Kleine Morde unter Freunden (Shallow Grave) – Andrew Macdonald, Danny Boyle
Backbeat – Finola Dwyer, Stephen Woolley, Iain Softley
Der Priester (Priest) – George Faber, Josephine Ward, Antonia Bird
Picknick am Strand (Bhaji on the Beach) – Nadine Marsh-Edwards, Gurinder Chadha

### Beste Regie
Mike Newell – Vier Hochzeiten und ein Todesfall (Four Weddings and a Funeral)
Krzysztof Kieślowski – Drei Farben: Rot (Trois couleurs: Rouge)
Quentin Tarantino – Pulp Fiction
Robert Zemeckis – Forrest Gump

### Bester Hauptdarsteller
Hugh Grant – Vier Hochzeiten und ein Todesfall (Four Weddings and a Funeral)
Tom Hanks – Forrest Gump
Terence Stamp – Priscilla – Königin der Wüste (The Adventures of Priscilla, Queen of the Desert)
John Travolta – Pulp Fiction

### Beste Hauptdarstellerin
Susan Sarandon – Der Klient (The Client)
Linda Fiorentino – Die letzte Verführung (The Last Seduction)
Irène Jacob – Drei Farben: Rot (Trois couleurs: Rouge)
Uma Thurman – Pulp Fiction

### Bester Nebendarsteller
Samuel L. Jackson – Pulp Fiction
Simon Callow – Vier Hochzeiten und ein Todesfall (Four Weddings and a Funeral)
John Hannah – Vier Hochzeiten und ein Todesfall (Four Weddings and a Funeral)
Paul Scofield – Quiz Show

### Beste Nebendarstellerin
Kristin Scott Thomas – Vier Hochzeiten und ein Todesfall (Four Weddings and a Funeral)
Charlotte Coleman – Vier Hochzeiten und ein Todesfall (Four Weddings and a Funeral)
Sally Field – Forrest Gump
Anjelica Huston – Manhattan Murder Mystery

### Bestes adaptiertes Drehbuch
Paul Attanasio – Quiz Show
Ronald Bass, Amy Tan – Töchter des Himmels (The Joy Luck Club)
Ronald Harwood – Schrei in die Vergangenheit (The Browning Version)
Krzysztof Kieślowski, Krzysztof Piesiewicz – Drei Farben: Rot (Trois couleurs: Rouge)
Eric Roth – Forrest Gump

### Bestes Original-Drehbuch
Roger Avary, Quentin Tarantino – Pulp Fiction
Richard Curtis – Vier Hochzeiten und ein Todesfall (Four Weddings and a Funeral)
Stephan Elliott – Priscilla – Königin der Wüste (The Adventures of Priscilla, Queen of the Desert)
Ron Nyswaner – Philadelphia

### Beste Kamera
Philippe Rousselot – Interview mit einem Vampir (Interview with the Vampire: The Vampire Chronicles)
Brian J. Breheny – Priscilla – Königin der Wüste (The Adventures of Priscilla, Queen of the Desert)
Don Burgess – Forrest Gump
Andrzej Sekuła – Pulp Fiction

### Bestes Szenenbild
Dante Ferretti – Interview mit einem Vampir (Interview with the Vampire: The Vampire Chronicles)
Colin Gibson, Owen Paterson – Priscilla – Königin der Wüste (The Adventures of Priscilla, Queen of the Desert)
Tim Harvey – Mary Shelley’s Frankenstein (Frankenstein)
Craig Stearns –  Die Maske (The Mask)

### Beste Kostüme
Tim Chappel, Lizzy Gardiner – Priscilla – Königin der Wüste (The Adventures of Priscilla, Queen of the Desert)
Colleen Atwood – Betty und ihre Schwestern (Little Women)
Lindy Hemming – Vier Hochzeiten und ein Todesfall (Four Weddings and a Funeral)
Sandy Powell – Interview mit einem Vampir (Interview with the Vampire: The Vampire Chronicles)

### Beste Maske
Cassie Hanlon, Angela Conte, Strykermeyer – Priscilla – Königin der Wüste (The Adventures of Priscilla, Queen of the Desert)
Jan Archibald, Michèle Burke, Stan Winston – Interview mit einem Vampir (Interview with the Vampire: The Vampire Chronicles)
Greg Cannom, Ve Neill, Yolanda Toussieng – Mrs. Doubtfire – Das stachelige Kindermädchen (Mrs. Doubtfire)
Greg Cannom, Sheryl Ptak – Die Maske (The Mask)

### Beste Filmmusik
Don Was – Backbeat
Richard Rodney Bennett – Vier Hochzeiten und ein Todesfall (Four Weddings and a Funeral)
Guy Gross – Priscilla – Königin der Wüste (The Adventures of Priscilla, Queen of the Desert)
Hans Zimmer – Der König der Löwen (The Lion King)

### Bester Schnitt
John Wright – Speed
Jon Gregory – Vier Hochzeiten und ein Todesfall (Four Weddings and a Funeral)
Sally Menke – Pulp Fiction
Arthur Schmidt – Forrest Gump

### Bester Ton
Bob Beemer, Stephen Hunter Flick, Gregg Landaker, David MacMillan, Steve Maslow – Speed
Rick Ash, Stephen Hunter Flick, Ken King, Dean A. Zupancic – Pulp Fiction
Glenn Freemantle, Chris Munro, Robin O’Donoghue – Backbeat
David J. Hudson, Doc Kane, Mel Metcalfe, Terry Porter – Der König der Löwen (The Lion King)

### Beste visuelle Effekte
Doug Chiang, Allen Hall, George Murphy, Ken Ralston, Stephen Rosenbaum – Forrest Gump
Tom Bertino, Jon Farhat, Scott Squires, Steve Williams – Die Maske (The Mask)
Ron Brinkmann, John Frazier, Richard Hollander, Boyd Shermis – Speed
John Bruno, Jamie Dixon, Thomas L. Fisher, Pat McClung, Jacques Stroweis – True Lies – Wahre Lügen (True Lies)

### Bester animierter Kurzfilm
The Big Story – Tim Watts, David Stoten
Der Mönch und der Fisch (Le moine et le poisson) – Patrick Eveno, Jacques-Rémy Girerd, Michael Dudok de Wit
Pib and Pog – Carla Shelley, Peter Peake
Stressed – Karen Kelly

### Bester Kurzfilm
Zinky Boys Go Underground – Tatiana Kennedy, Paul Tickell
Lost Mojave – Jonathan Cordish, Vladimir Perlovich
Marooned – Andrea Calderwood, Jonas Grimas
That Sunday – Damiano Vukotic, Dan Zeff

### Bester nicht-englischsprachiger Film
Leben! (活着), Hongkong – Chiu Fu-Sheng, Zhang Yimou
Belle Epoque, Spanien/Portugal/Frankreich – Fernando Trueba
Drei Farben: Rot (Trois couleurs: Rouge), Polen/Schweiz – Marin Karmitz, Krzysztof Kieślowski
Eat Drink Man Woman (飲食男女), Taiwan – Hsu Li-Kong, Ang Lee

## Spezial- und Ehrenpreise

### Academy Fellowship
- Billy Wilder – österreichisch-US-amerikanischer Filmregisseur, -produzent und Drehbuchautor

### Herausragender britischer Beitrag zum Kino (Michael Balcon Award)
(Outstanding British Contribution to Cinema)
- Ridley und Tony Scott – Regisseure und Produzenten (Blade Runner, Beverly Hills Cop II)

### Special Award
- Richard Attenborough – CBE, von Mitzi Cunliffe entworfener Preis anlässlich seiner Pensionierung[3]

### Lloyds Bank People’s Vote For The Most Popular Film (Zuschauerpreis)
- Vier Hochzeiten und ein Todesfall (Four Weddings and a Funeral)